# Charmois-devant-Bruyères
Pour les articles homonymes, voir Charmois.
Charmois-devant-Bruyères est une commune française située dans le département des Vosges, en région Grand Est.

## Géographie

### Localisation

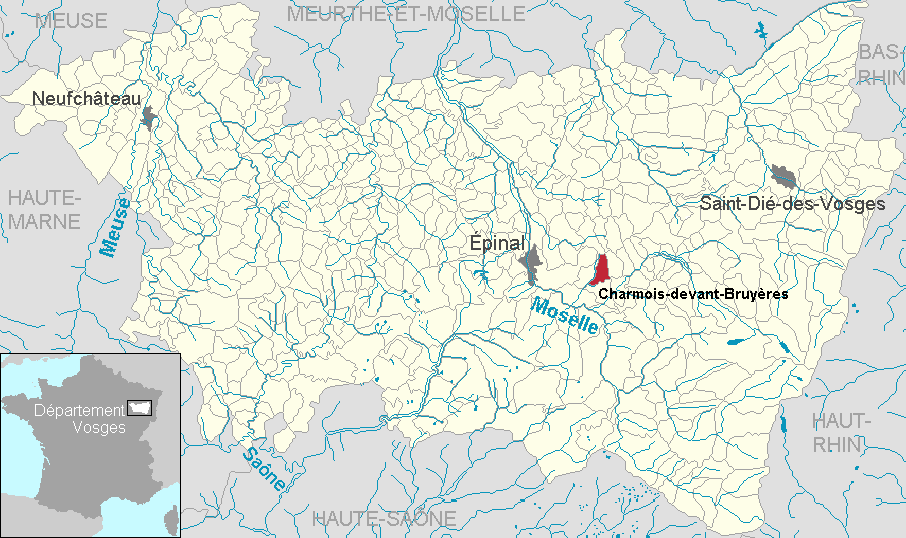
Localisation dans le département.

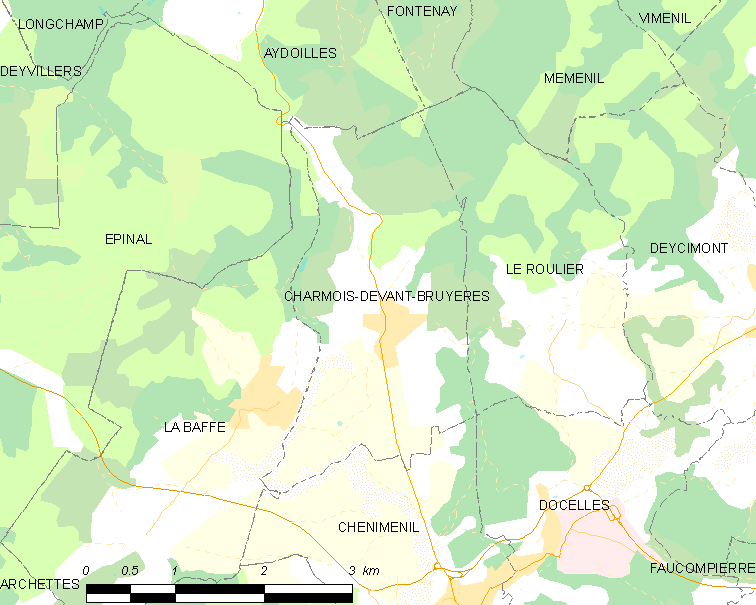
Situation géographique de Charmois-devant-Bruyères.

Village essentiellement agricole situé entre Bruyères et Épinal, on y trouve une scierie de bois. Le village, d'ailleurs traversé par le Ruisseau d'Argent, possède deux écarts principaux : la Plaine et le Pont Bresson.
| Épinal   | Aydoilles                | Fontenay   |
| La Baffe | Charmois-devant-Bruyères | Le Roulier |
|          | Cheniménil               | Docelles   |

### Géologie et relief
La commune se compose de 30,05 hectares de territoires artificialisés (4,51 %), 344,35 hectares de territoires agricoles (51,63 %) et 292,81 hectares de forêts et milieux semi-naturels (43,90 %).
Espaces naturels :
- Une zone naturelle d'intérêt écologique, faunistique et floristique (Znieff) :

Forêts d’Épinal et de Tannières

### Hydrographie et les eaux souterraines
Hydrogéologie et climatologie : Système d’information pour la gestion des eaux souterraines du bassin Rhin-Meuse :
Territoire communal : Occupation du sol (Corinne Land Cover); Cours d'eau (BD Carthage),
Géologie : Carte géologique; Coupes géologiques et techniques,
 Hydrogéologie : Masses d'eau souterraine; BD Lisa; Cartes piézométriques.
La commune est située dans le bassin versant du Rhin au sein du bassin Rhin-Meuse. Elle est drainée par le ruisseau d'Argent et le ruisseau de l'Etang Didon,.
Le ruisseau d'Argent, d'une longueur totale de 11,2 km, prend sa source dans la commune de Roulier et se jette  dans la Moselle dans la commune d'Archettes, en limite avec Arches, après avoir traversé cinq communes.

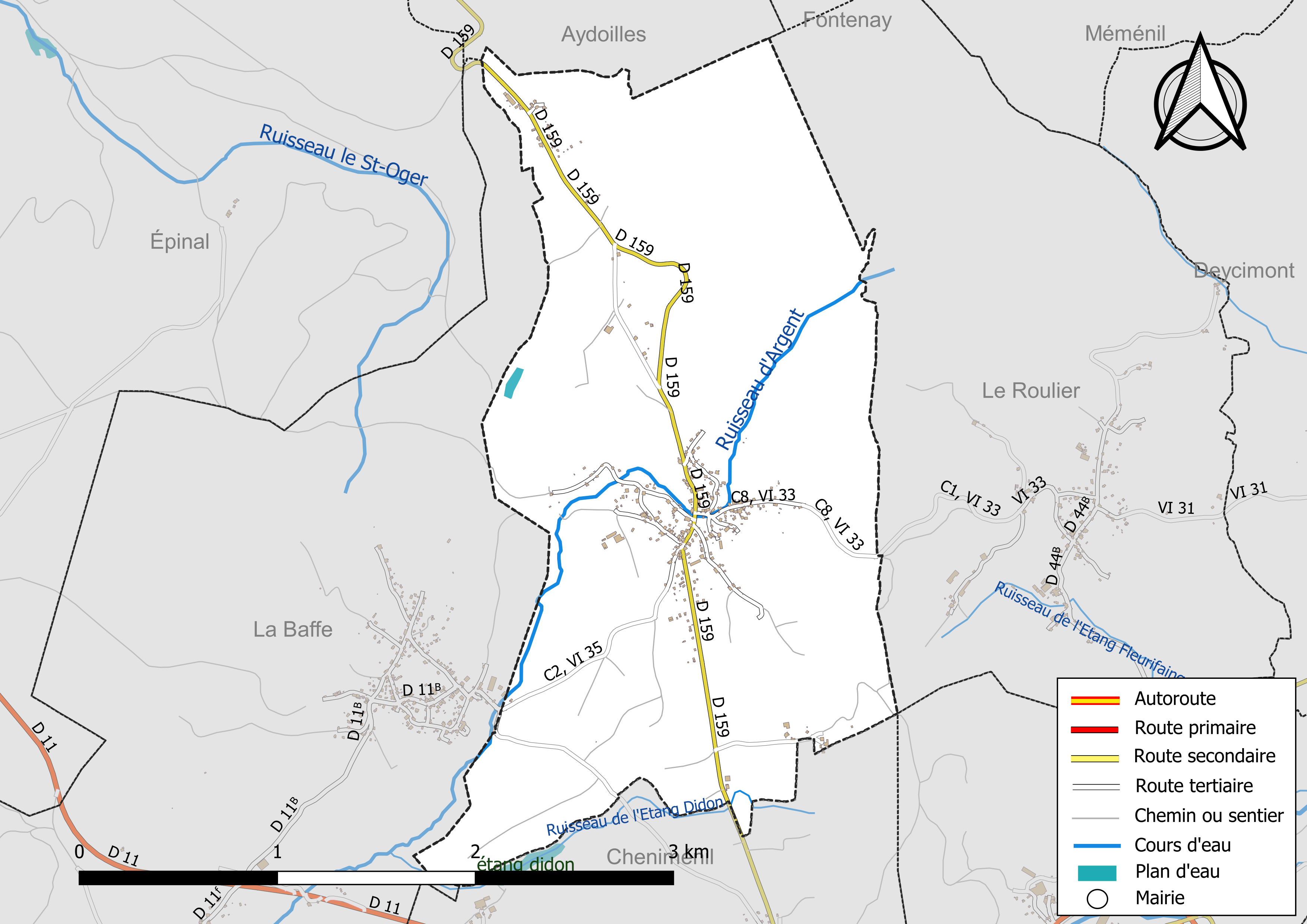
Réseaux hydrographique et routier de Charmois-devant-Bruyères.

### Climat
Pour des articles plus généraux, voir Climat du Grand Est et Climat des Vosges.
En 2010, le climat de la commune est de type climat de montagne, selon une étude du Centre national de la recherche scientifique s'appuyant sur une série de données couvrant la période 1971-2000. En 2020, Météo-France publie une typologie des climats de la France métropolitaine dans laquelle la commune est exposée à un climat semi-continental et est dans la région climatique  Vosges, caractérisée par une pluviométrie très élevée (1 500 à 2 000 mm/an) en toutes saisons et un hiver rude (moins de 1 °C). 
Pour la période 1971-2000, la température annuelle moyenne est de 9,3 °C, avec une amplitude thermique annuelle de 16,9 °C. Le cumul annuel moyen de précipitations est de 1 265 mm, avec 14 jours de précipitations en janvier et 10,8 jours en juillet. Pour la période 1991-2020, la température moyenne annuelle observée sur la station météorologique de Météo-France la plus proche, « Le Roulier_sapc », sur la commune du Roulier à 2 km à vol d'oiseau, est de 10,2 °C et le cumul annuel moyen de précipitations est de 1 000,2 mm. 
La température maximale relevée sur cette station est de 38,1 °C, atteinte le 25 juillet 2019 ; la température minimale est de −18,3 °C, atteinte le 20 décembre 2009,,. 
Les paramètres climatiques de la commune ont été estimés pour le milieu du siècle (2041-2070) selon différents scénarios d'émission de gaz à effet de serre à partir des nouvelles projections climatiques de référence DRIAS-2020. Ils sont consultables sur un site dédié publié par Météo-France en novembre 2022.

## Urbanisme

### Typologie
Au 1er janvier 2024, Charmois-devant-Bruyères est catégorisée commune rurale à habitat dispersé, selon la nouvelle grille communale de densité à sept niveaux définie par l'Insee en 2022.
Elle est située hors unité urbaine. Par ailleurs la commune fait partie de l'aire d'attraction d'Épinal, dont elle est une commune de la couronne,. Cette aire, qui regroupe 118 communes, est catégorisée dans les aires de 50 000 à moins de 200 000 habitants,.

### Occupation des sols
L'occupation des sols de la commune, telle qu'elle ressort de la base de données européenne d’occupation biophysique des sols Corine Land Cover (CLC), est marquée par l'importance des territoires agricoles (51,8 % en 2018), en diminution par rapport à 1990 (56,3 %). La répartition détaillée en 2018 est la suivante : 
forêts (43,7 %), prairies (23,2 %), terres arables (20,8 %), zones agricoles hétérogènes (7,8 %), zones urbanisées (4,5 %). L'évolution de l’occupation des sols de la commune et de ses infrastructures peut être observée sur les différentes représentations cartographiques du territoire : la carte de Cassini (XVIIIe siècle), la carte d'état-major (1820-1866) et les cartes ou photos aériennes de l'IGN pour la période actuelle (1950 à aujourd'hui).

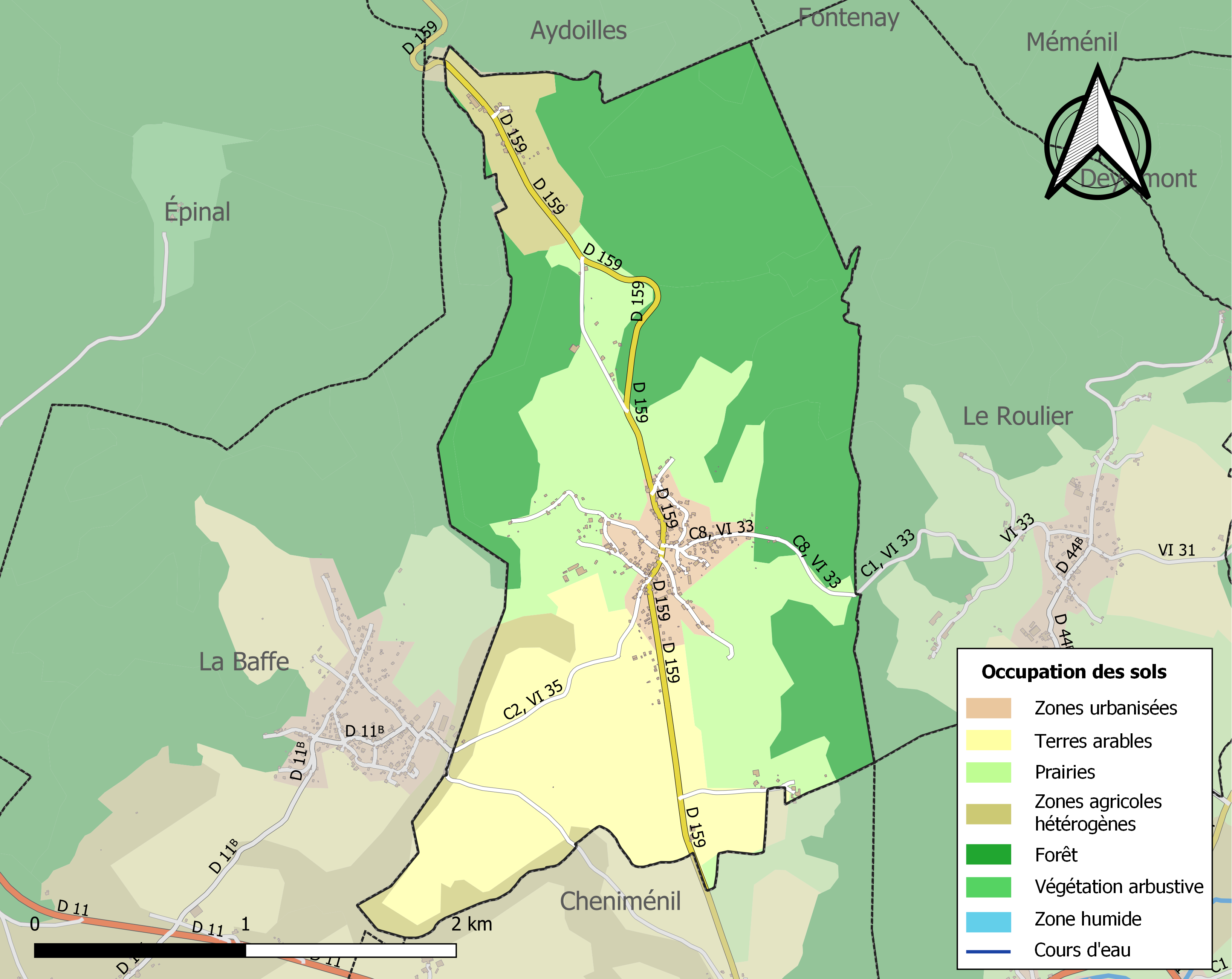
Carte des infrastructures et de l'occupation des sols de la commune en 2018 (CLC).
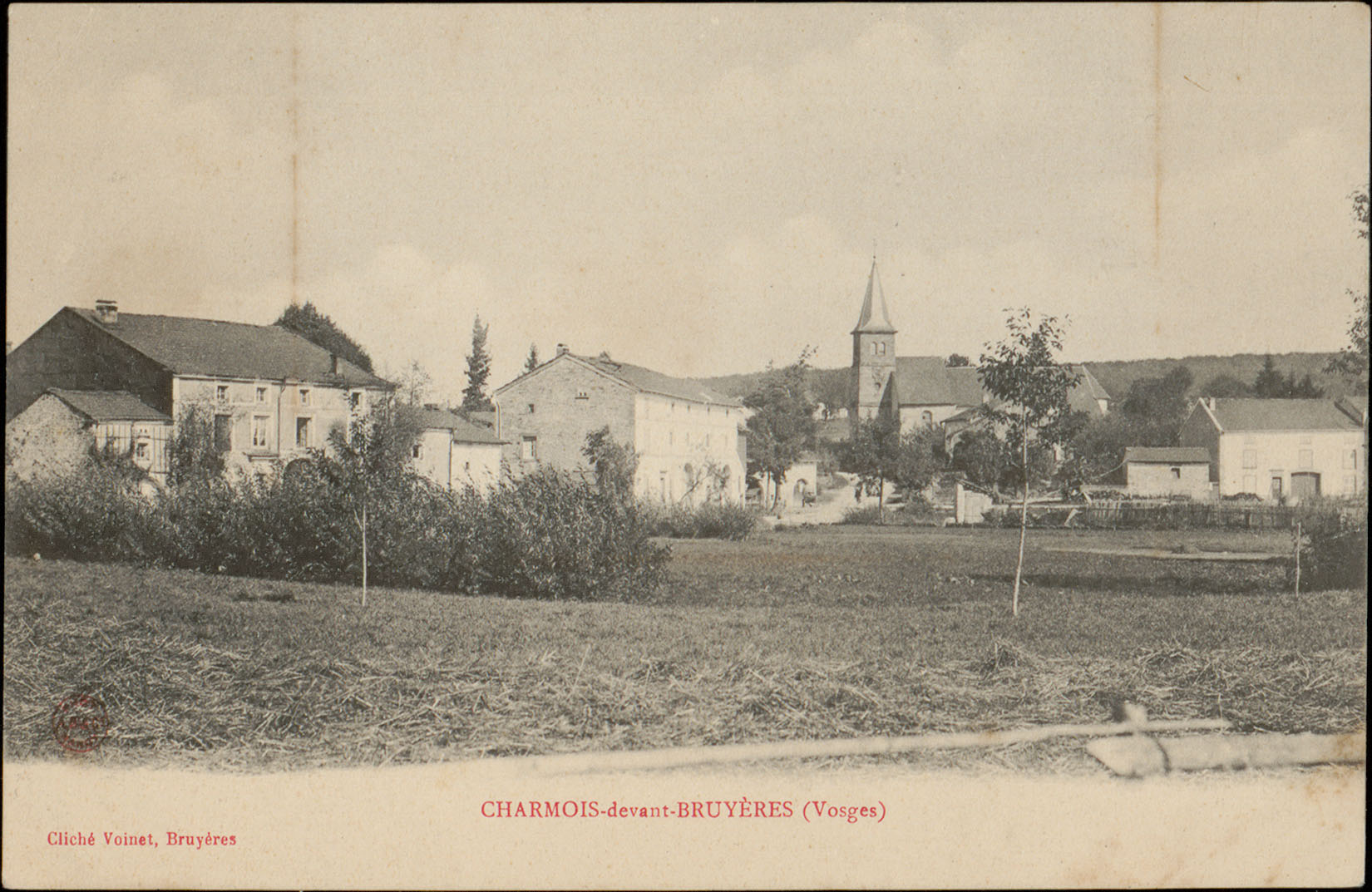
Vue générale.

### Voies de communications et transports

#### Voies routières
- La commune est à 8,7 km de Pouxeux, 13,8 d’Épinal par la D11 et 16,2 de Bruyères[18].

#### Transports en commun

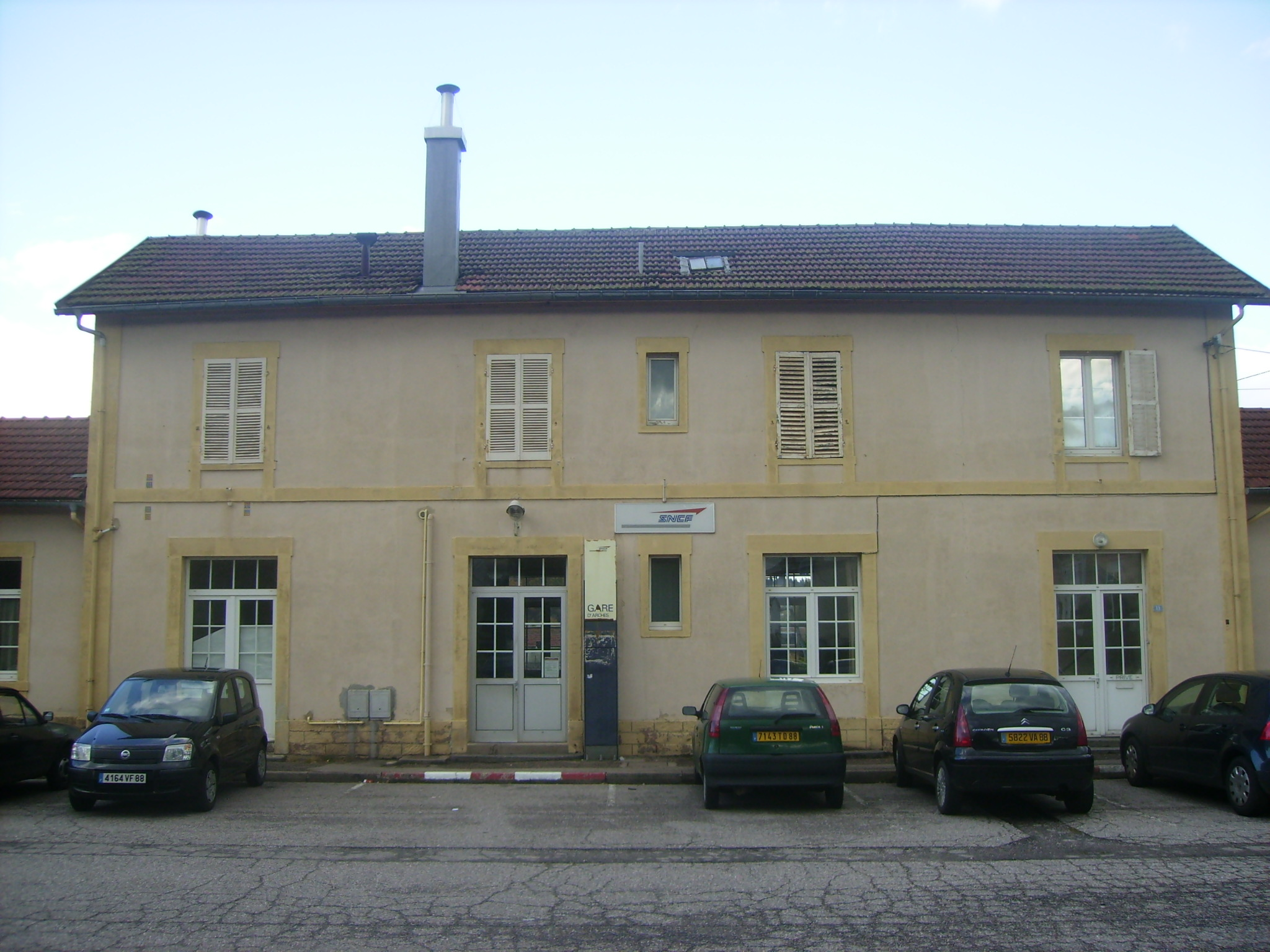
Gare d'Arches.

- Fluo Grand Est.

#### Lignes SNCF
- Gare d'Arches.
- Gare de Bruyères.
- Gare d'Épinal.

#### Transports aériens
- L'Aéroport d'Épinal-Mirecourt « Vosges Aéroport ».

À partir de l'été 2021, l’aéroport d’Épinal-Mirecourt est devenu le "pélicandrome" de la Zone Est et servira ainsi de base de ravitaillement et d’intervention pour les avions bombardiers d’eau connus sous le nom de Dash 8.
- Aéroport de Colmar - Houssen.

## Toponymie
Le nom de la localité est attesté sous les formes Chermoy (1417) ; Chermoix (1472) ; Charmois (1594) ; Carpinetum (1768) ; Le Charmois (1790) ; Charmois-et-le-Rouillier (an II) ; Charmois-le-Rouillier (an IX).

De l'oil charmoi « lieu planté de charmes ».

## Histoire
Au spirituel, Charmois était annexe d’Aydoilles, puis de Deycimont, elle a été érigée en succursale après la Révolution. 
L'église est dédiée à Sainte-Gebertrude (couramment nommée sainte Gertrude, petite-fille de saint Romaric). Selon la réponse du conseil municipal à une enquête préfectorale en date du 21 messidor an XII, diligentée en vue d’une nouvelle circonscription de succursales, l’église a été reconstruite en 17601. 
Charmois (du latin Carpinetum) est une ancienne seigneurie du chapitre de Remiremont. Charmois-devant-Bruyères et Le Roulier formaient une seule commune jusque 1830.
En 1815, 3 000 cosaques ont campé dans la plaine de Charmois. L'avant-garde y fut surprise par une compagnie de cuirassiers sous le commandement du capitaine Dardenne. Les paysans mobilisés par cet officier pourchassèrent les ennemis en avant des Français. La bataille ne fut cependant guère sanglante.

## Politique et administration

### Découpage territorial
Par arrêté préfectoral du 15 septembre 2023, la commune est retirée le 1er janvier 2024 de l'arrondissement d'Épinal et rattachée à l'arrondissement de Saint-Dié-des-Vosges.

### Liste des maires
| Période                                  | Période   | Identité          | Étiquette | Qualité                         |
| ---------------------------------------- | --------- | ----------------- | --------- | ------------------------------- |
| Les données manquantes sont à compléter. |           |                   |           |                                 |
| avant 2001                               | mars 2008 | Bernard Fremiot   | PS        |                                 |
| mars 2008                                | mars 2014 | Jean-Luc Delacôte |           |                                 |
| mars 2014                                | En cours  | Patrick Moulin    |           | Contremaître, agent de maîtrise |

### Budget et fiscalité 2023

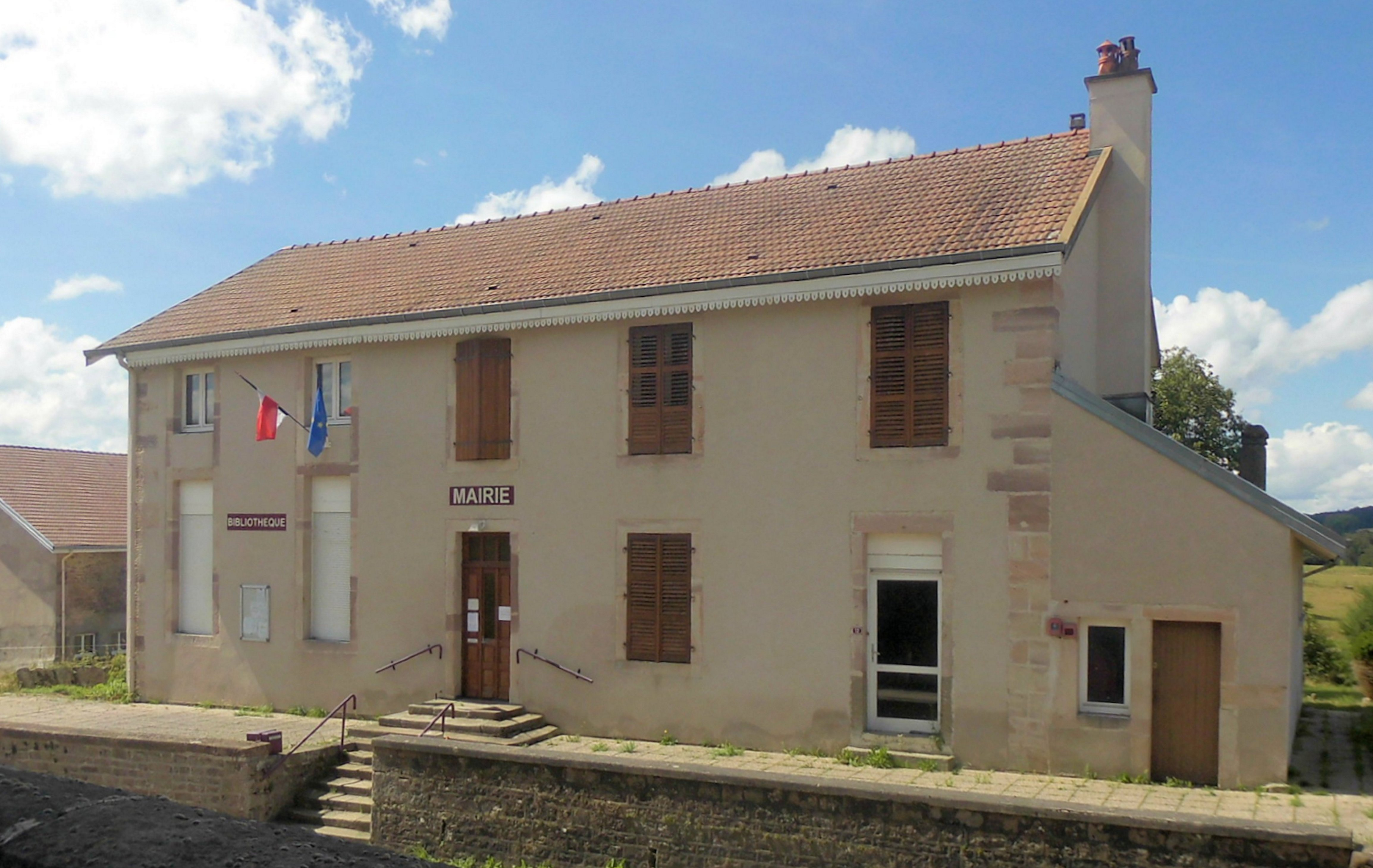
La mairie et la bibliothèque.

En 2023, le budget de la commune était constitué ainsi :
- total des produits de fonctionnement : 256 000 €, soit 651 € par habitant ;
- total des charges de fonctionnement : 189 000 €, soit 481 € par habitant ;
- total des ressources d'investissement : 4 000 €, soit 9 € par habitant ;
- total des emplois d'investissement : 56 000 €, soit 144 € par habitant ;
- endettement : 1 000 €, soit 2 € par habitant.

Avec les taux de fiscalité suivants :
- taxe d'habitation : 16,64 % ;
- taxe foncière sur les propriétés bâties : 34,10 % ;
- taxe foncière sur les propriétés non bâties : 25,78 % ;
- taxe additionnelle à la taxe foncière sur les propriétés non bâties : 0,00 % ;
- cotisation foncière des entreprises : 0,00 %.

Chiffres clés Revenus et pauvreté des ménages en 2021 : médiane en 2021 du revenu disponible, par unité de consommation : 23 150 €.

## Population et société

### Démographie

#### Pyramide des âges
L'évolution du nombre d'habitants est connue à travers les recensements de la population effectués dans la commune depuis 1793. Pour les communes de moins de 10 000 habitants, une enquête de recensement portant sur toute la population est réalisée tous les cinq ans, les populations de référence des années intermédiaires étant quant à elles estimées par interpolation ou extrapolation. Pour la commune, le premier recensement exhaustif entrant dans le cadre du nouveau dispositif a été réalisé en 2005.

En 2022, la commune comptait 379 habitants, en évolution de −4,05 % par rapport à 2016 (Vosges : −2,96 %, France hors Mayotte : +2,11 %).
| 1793 | 1800 | 1806 | 1821 | 1831 | 1836 | 1841 | 1846 | 1856 |
| ---- | ---- | ---- | ---- | ---- | ---- | ---- | ---- | ---- |
| 549  | 564  | 705  | 706  | 576  | 592  | 568  | 575  | 570  |

| 1861 | 1866 | 1876 | 1881 | 1886 | 1891 | 1896 | 1901 | 1906 |
| ---- | ---- | ---- | ---- | ---- | ---- | ---- | ---- | ---- |
| 564  | 237  | 542  | 510  | 512  | 477  | 449  | 416  | 411  |

| 1911 | 1921 | 1926 | 1931 | 1936 | 1946 | 1954 | 1962 | 1968 |
| ---- | ---- | ---- | ---- | ---- | ---- | ---- | ---- | ---- |
| 406  | 359  | 347  | 335  | 356  | 305  | 347  | 324  | 338  |

| 1975 | 1982 | 1990 | 1999 | 2005 | 2006 | 2010 | 2015 | 2020 |
| ---- | ---- | ---- | ---- | ---- | ---- | ---- | ---- | ---- |
| 272  | 336  | 380  | 404  | 399  | 407  | 414  | 399  | 384  |

| 2022 | - | - | - | - | - | - | - | - |
| ---- | - | - | - | - | - | - | - | - |
| 379  | - | - | - | - | - | - | - | - |

### Enseignement
Établissements d'enseignements :
- Écoles maternelles et primaires à Charmois-devant-Bruyères, La Baffe, Le Roulier, Docelles.
- Collèges à Éloyes, Bruyères, Épinal.
- Lycées à La Baffe, Bruyères, Épinal.

### Santé
Professionnels et établissements de santé :
- Médecins à Docelles, Deyvillers, Arches, Archettes, Éloyes, Pouxeux, Bruyères.
- Pharmacies à Docelles, Deyvillers, Arches, Éloyes, Pouxeux, Bruyères.
- Hôpitaux à Bruyères, Épinal, Golbey, Thaon-les-Vosges, Xertigny, Rambervillers.
- Centre hospitalier Beatrix de Lorraine.

### Cultes
- Culte catholique, Paroisse Saint-Antoine-en-Vologne[34], Diocèse de Saint-Dié.

## Économie

### Entreprises et commerces

#### Agriculture
- Élevage d'autres bovins et de buffles.
- Élevage de vaches laitières.
- Exploitation forestière.

#### Tourisme
- Hébergements et restauration à Docelles, Pouxeux, Tendon, Épinal, Grandvillers.

#### Commerces
- Commerces et services de proximité[35].

## Culture locale et patrimoine

### Lieux et monuments

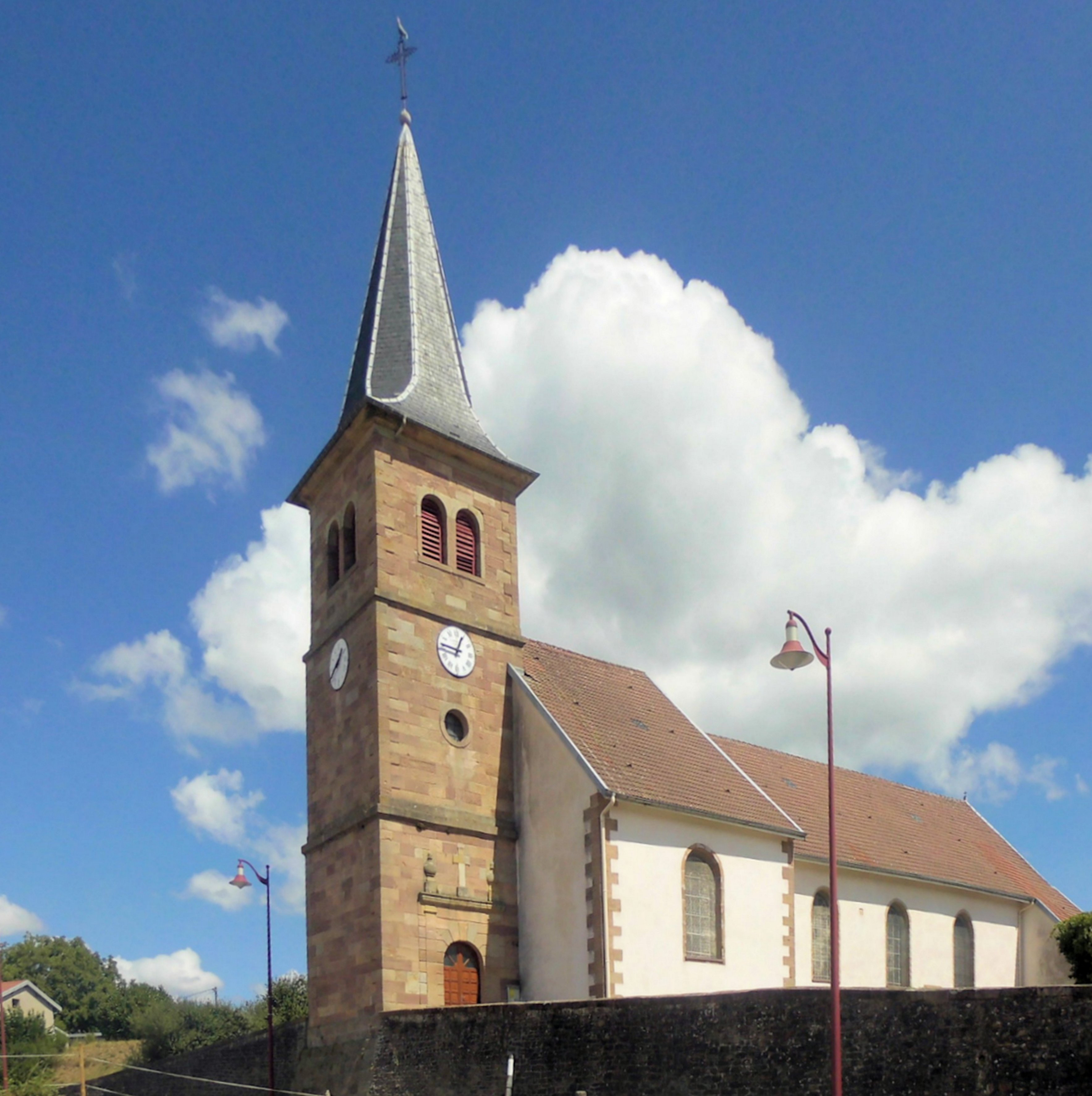
L'église Sainte-Gébétrude de Charmois-devant-Bruyères, côté sud.
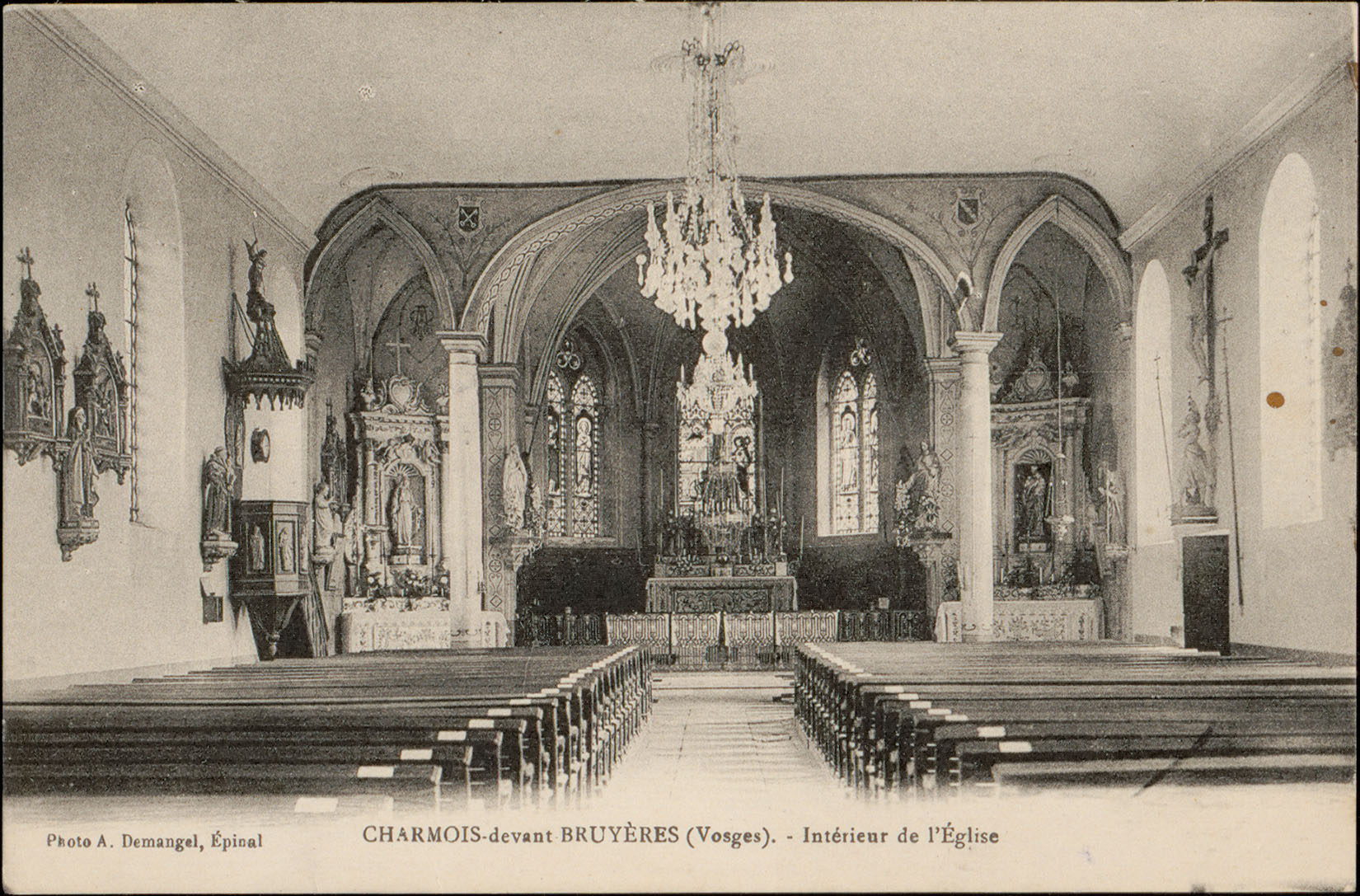
Intérieur de l'église Sainte-Gébétrude, entre 1880 et 1945.
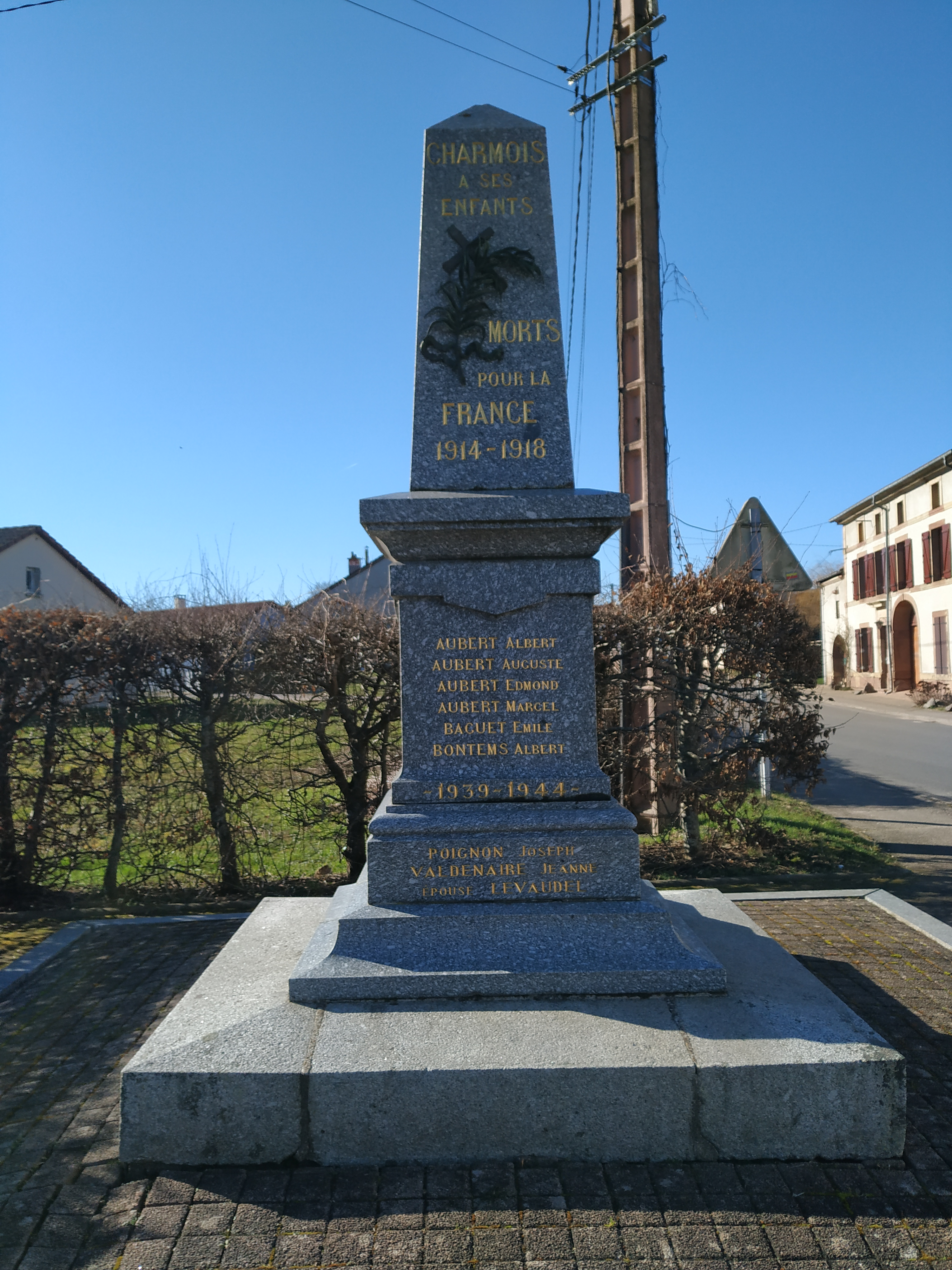
Monument aux morts des guerres 1914-1918 et 1939-1945.

- L'église Sainte-Gébétrude (couramment nommée sainte Gertrude, petite-fille de saint Romaric) fut construite en 1818 et dépendait initialement de celle de Deycimont.

Ensemble du maître-autel et des autels latéraux,.
- Monument aux morts : Conflits commémorés : Guerres 1914-1918 et 1939-1945[38],[39].

## Pour approfondir